# Peckoltia lineola
Peckoltia lineola är en fiskart som beskrevs av Jonathan W. Armbruster 2008. Peckoltia lineola ingår i släktet Peckoltia och familjen Loricariidae. Inga underarter finns listade i Catalogue of Life.